# Nati nel 1030
| Questa pagina contiene informazioni ricavate automaticamente dalle voci biografiche con l'ausilio del template Bio e di un bot. L'aggiornamento è periodico e automatico e ricostruisce completamente la pagina. Se manca una persona in questa lista, sei pregato di non aggiungerla, ma accertati piuttosto che la sua voce biografica contenga il template Bio e che i dati anagrafici siano correttamente compilati. Se il template Bio manca, inseriscilo tu stesso o, in alternativa, metti l'avviso {{tmp\|Bio}} che ne segnala la mancanza. Se i dati riportati sono sbagliati, correggi direttamente la voce biografica; le modifiche saranno visibili in questa lista entro pochi giorni. Per chiarimenti vedi il progetto biografie. La lista contiene solo le 11 persone che sono citate nell'enciclopedia e per le quali è stato implementato correttamente il template Bio. Pagina aggiornata al 13 gen 2025. |

- 25 maggio - Nikita di Pečers'k, monaco cristiano, arcivescovo ortodosso e santo ucraino († 1109)
- 26 luglio - Stanislao di Cracovia, vescovo cattolico polacco († 1079)
- Arcimbaldo IV di Borbone, nobile francese († 1095)
- Bertoldo di Reichenau, storico e monaco cristiano tedesco († 1088)
- Ferdinando d'Aragona, vescovo e santo spagnolo († 1082)
- Al-Harran, teologo, filosofo e mistico persiano
- Eudocia Macrembolitissa, imperatrice e scrittrice bizantina
- Niceta di Eraclea, arcivescovo ortodosso e scrittore bizantino († 1117)
- Stenkil di Svezia, re svedese († 1066)
- Vsevolod di Kiev, principe russo († 1093)
- Walter di San Martino di Pontoise, abate e santo francese († 1099)